# Ghetto Swingers
Die Ghetto Swingers waren ein Häftlingsorchester zur Zeit des Nationalsozialismus. Als Jazz-Combo wurden die Ghetto Swingers im Ghetto Theresienstadt von dem Jazztrompeter Erich Vogel im Januar 1943 gegründet und entwickelten sich im Frühjahr 1944 zu einer modernen Swing-Big-Band. Die Ghetto Swingers setzten sich aus jüdischen Häftlingsmusikern zusammen und traten ausschließlich im Lagerbereich auf. Auftritte der Ghetto Swingers wurden von der NS-Propaganda für die Darstellung Theresienstadts als „Musterghetto“ öffentlichkeitswirksam genutzt, um den Vorwurf der Judenverfolgung zu entkräften. Im Herbst 1944 wurden die meisten Bandmitglieder in das KZ Auschwitz-Birkenau deportiert, nur wenige dieser Theresienstädter Ghettomusiker überlebten den Krieg.

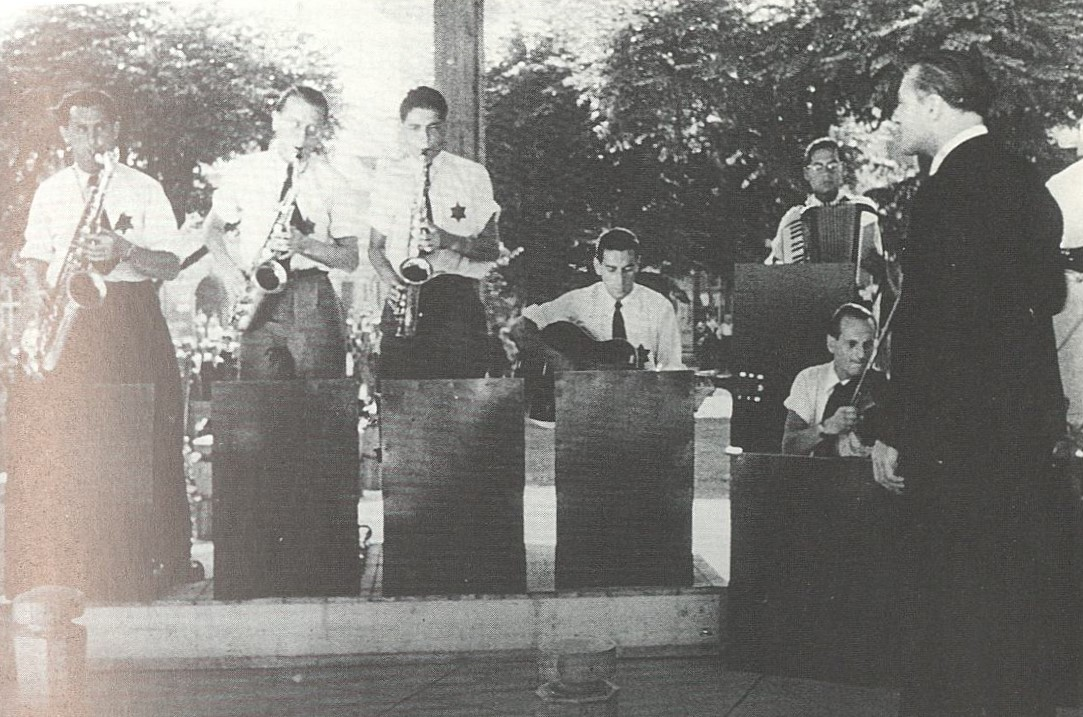
Martin Roman und die Ghetto Swingers im Film Theresienstadt 1944

## Bandgründung, Auftritte und Repertoire
Am 8. Januar 1943 stellte der tschechische Jazztrompeter Eric (Erich) Vogel bei der Abteilung Freizeitgestaltung der Jüdischen Ghettoselbstverwaltung in Theresienstadt den Antrag auf Gründung einer Jazz-Combo, nachdem bekannte Jazzmusiker ins Ghetto Theresienstadt eingewiesen worden waren.

„Ich teile Ihnen mit, daß ich beabsichtige, mit einem Jazzorchester in die Öffentlichkeit zu treten, welches vornehmlich jüdische Musik pflegen wird. Das Orchester würde unter dem Titel Die (The) Ghetto Swingers auftreten. Ich wäre Ihnen zu Dank verbunden, wenn Ihr Musikreferent sich mit mir in Verbindung setzen würde, damit ich ihn eingehend über unsere Absichten und Wünsche informieren könnte.“

Nachdem Vogels Antrag auf Gründung einer Jazz-Band stattgegeben wurde, spielten die Ghetto Swingers in unterschiedlicher Besetzung vor Mithäftlingen hauptsächlich im Kaffeehaus und im Musikpavillon des Ghettos. Das Repertoire der Ghettoband umfasste unter den Nationalsozialisten verfemte Jazzmusik von Count Basie bis Duke Ellington. Der Jazz-Titel „I Got Rhythm“ von George Gershwin wurde zur Erkennungsmelodie der Ghetto Swingers. Von dem bei den Theresienstädter Häftlingen besonders beliebten Swingstück „Bei Mir Bist Du Schoen“, existiert noch eine Aufnahme, die möglicherweise von den Ghetto Swingers stammt. Die Ghetto Swingers waren die bekannteste Jazzband im Sammellager, daneben gab es noch zwei weitere hochkarätige Jazz-Combos.

## Bandmitglieder
Geleitet wurden die Ghetto Swingers zunächst von dem Klarinettisten und Saxophonisten Fritz Weiss. Im Verlauf des Jahres 1944 übernahm der aus dem Durchgangslager Westerbork nach Theresienstadt überstellte Jazzpianist Martin Roman zeitweise die Leitung der Ghetto Swingers. Er war auch musikalischer Leiter des Kabaretts Karussell von Kurt Gerron. Unter Roman wandelten sich die Ghetto Swingers von einem Jazz-Quintett zu einer modernen Big-Band. Der Band gehörten u. a. Fritz Taussig (Posaune), Erich Vogel (Trompete), Fritz Goldschmidt (Gitarre) sowie der Gitarrist Coco Schumann, der bei den Ghetto Swingers das Schlagzeug besetzte, an.

„Die Kunst, die Musik, das Spiel dienten als direkte, einfache und komfortable Flucht aus dem furchtbaren Lageralltag. Gebraucht wurde nur, was die Häftlinge sowieso mitbrachten: ihr Können und ihr Handwerkszeug. Ich war ein Paradebeispiel. Wenn ich spielte, vergaß ich, wo ich stand. Die Welt schien in Ordnung, das Leid der Menschen um mich herum verschwand – das Leben war schön. […] Wir waren eine 'normale' Band mit 'normalem' Publikum. Wir wußten alles und vergaßen alles im gleichen Moment für ein paar Takte Musik. Wir spielten für und um unser Leben – wie alle in dieser 'Stadt', diesem grausamen, verlogenen Bühnenbild für Theateraufführungen, Kinderopern, Kabaretts, wissenschaftliche Vorträge, Sportveranstaltungen, für ein absurdes
soziales Leben und ein skurril selbstverwaltetes Überleben in der Warteschlange vor den Öfen des Dritten Reichs.“

## Instrumentalisierung in der NS-Propaganda
Um den im Ausland kursierenden Gerüchten über nationalsozialistische Judenverfolgungen entgegenzutreten, wurden im „Musterghetto“ Theresienstadt auch Auftritte der Ghetto Swingers durch die Nationalsozialisten angeordnet und für ihre Zwecke instrumentalisiert. Diese inszenierten Aufführungen verfemter Jazzmusik sollten die Weltöffentlichkeit über den Holocaust täuschen: Zum einen mussten die Ghetto Swingers am 23. Juni 1944 vor einer Kommission des Internationalen Komitees vom Roten Kreuz auftreten. Zum anderen waren sie auch in einigen Szenen des NS-Propagandafilms Theresienstadt. Ein Dokumentarfilm aus dem jüdischen Siedlungsgebiet zu sehen. Für diesen Auftritt wurde die Band mit frischen weißen Hemden ausgestattet und die Musiker mussten jeweils einen deutlich sichtbaren Judenstern tragen.

## Ende der Band
Nach der erzwungenen Mitwirkung in dem NS-Propagandafilm wurden die meisten Bandmitglieder im Herbst 1944 in das KZ Auschwitz-Birkenau deportiert. Nur vier Mitglieder der Ghetto Swingers überlebten den Holocaust, unter ihnen Vogel, Schumann und Roman.